# Ashburn (Georgia)
Ashburn è una città degli Stati Uniti d'America, situata nello Stato della Georgia e in particolare nella contea di Turner, della quale è il capoluogo.